# Чемпионат мира по танковому биатлону 2021
Чемпионат мира по танковому биатлону 2021 года проходил с 22 августа по 5 сентября на учебно-тактическом комплексе «Алабино» в рамках VII Армейских международных игр.
В состязании принимали участие команды 19 стран: Азербайджана, Абхазии, Беларуси, Венесуэлы, Вьетнама, Казахстана, Катара, Кыргызстана, Китая, Лаоса, Монголии, Мали, Мьянмы, России, Сербии, Сирии, Таджикистана, Узбекистана и Южной Осетии. Традиционно на своей технике выступала Беларусь (на Т-72, прошедших глубокую модернизацию) и Китай (на TYPE 96B). На чемпионате мира дебютировала команда из Мали, команда Республики Конго отказалась от участия в конкурсе.
Команды-участники вновь разделены на два дивизиона.
- I дивизион — Азербайджан, Беларусь, Венесуэла, Вьетнам, Казахстан, Китай, Монголия, Россия, Сербия, Сирия и Узбекистан.
- II дивизион — Абхазия, Катар, Кыргызстан, Лаос, Мали, Мьянма, Таджикистан и Южная Осетия.

Чемпионом мира 2021 вновь стала команда России, Китай — второй, Казахстан — на третьем месте. Команда Сирии, занявшая последнее место в первом дивизионе, в следующем году будет выступать во втором дивизионе.
Во втором дивизионе первое место заняла команда Кыргызстана, которая в следующем году вернётся в первый дивизион. На втором месте Таджикистан, третья — команда Мьянмы.

## Судейская коллегия

#### Судьи первого дивизиона
- Сакит Вердиев (Азербайджан, полковник)
- Андрей Некрашевич (Беларусь, генерал-майор)
- Джордан Флорес Инфанте (Венесуэла, капитан)
- Мань Кыонг Нгуен (Вьетнам, майор)
- Амир Халиков (Казахстан, генерал-лейтенант)
- Тян Сяо Мин (Китай, полковник)
- Хурэлчунуул Санчирдорж (Монголия, подполковник)
- Леонид Петров (Россия, капитан)
- Раде Адамович (Сербия, полковник)
- Султан Гияз (Сирия, подполковник)
- Джумабой Аташев (Узбекистан, полковник)

#### Судьи второго дивизиона
- Ираклий Сигуа (Абхазия, майор)
- Мубарак Халид (Катар, капитан)
- Рустам Садиков (Кыргызстан, полковник)
- Ломпхатян Бунпоп (Лаос, полковник)
- Алексей Сапко (Россия, подполковник)
- Со Вин Най (Мьянма, полковник)
- Насимджон Шарипов (Таджикистан, полковник)
- Владимир Дзагоев (Южная Осетия, полковник)

Главный судья:  Роман Бинюков

## Участники

### Команды, ранее участвовавшие на чемпионате мира
- Республика Абхазия
- Азербайджан
- Беларусь
- Венесуэла
- Вьетнам
- Казахстан
- Китай
- Кыргызстан
- Катар
- Лаос
- Монголия
- Мьянма
- Россия
- Сербия
- Сирия
- Таджикистан
- Узбекистан
- Южная Осетия

### Отказ
- Республика Конго

### Дебют
- Мали

## Индивидуальная гонка

### Цвета команд в заездах индивидуального этапа
|           |         |             |            |
| Венесуэла | Вьетнам | Азербайджан | Беларусь   |
| Казахстан | Китай   | Сирия       | Монголия   |
| Россия    | Сербия  |             | Узбекистан |

|             |       |                    |              |
| Мьянма      | Катар | Республика Абхазия | Кыргызстан   |
| Таджикистан | Лаос  | Мали               | Южная Осетия |

### Первый дивизион[1]
| Дата       | Заезд     | Экипаж        |         |            |             |           |
| ---------- | --------- | ------------- | ------- | ---------- | ----------- | --------- |
| 22 августа | Заезд № 1 | Первый экипаж | Китай   | Узбекистан |             | Россия    |
| 23 августа | Заезд № 2 | Первый экипаж | Вьетнам | Монголия   | Сирия       | Венесуэла |
| 24 августа | Заезд № 3 | Первый экипаж | Сербия  | Беларусь   | Азербайджан | Казахстан |
| 25 августа | Заезд № 4 | Второй экипаж | Китай   | Узбекистан |             | Россия    |
| 26 августа | Заезд № 5 | Второй экипаж | Вьетнам | Монголия   | Сирия       | Венесуэла |
| 27 августа | Заезд № 6 | Второй экипаж | Сербия  | Беларусь   | Азербайджан | Казахстан |
| 28 августа | Заезд № 7 | Третий экипаж | Китай   | Узбекистан |             | Россия    |
| 29 августа | Заезд № 8 | Третий экипаж | Вьетнам | Монголия   | Сирия       | Венесуэла |
| 29 августа | Заезд № 9 | Третий экипаж | Сербия  | Беларусь   | Азербайджан | Казахстан |

#### Результаты заездов экипажей Первого дивизиона[2]
В соответствии с изменениями, внесёнными в 2020 году, экипажам Первого дивизиона в случае не поражения мишени № 12 необходимо использовать до трёх дополнительных снарядов, в соответствии с количеством допущенных промахов. За не поражение цели экипаж отправляется на штрафной круг.
| Место | Цвет танка | Команда     | Экипаж                                                                       | Стрельба Попадание \| Промахи | Стрельба Попадание \| Промахи | Стрельба Попадание \| Промахи | Стрельба Попадание \| Промахи | Стрельба Попадание \| Промахи | Стрельба Попадание \| Промахи | Стрельба Попадание \| Промахи | Стрельба Попадание \| Промахи | Доп. снаряд | Штрафные круги | Штрафные площадки | Итоговое время  |
| Место | Цвет танка | Команда     | Экипаж                                                                       | № 12 «Танк»                   | № 12 «Танк»                   | № 12 «Танк»                   | № 12 «Танк»                   | № 12 «Танк»                   | № 12 «Танк»                   | № 25                          | № 9                           | Доп. снаряд | Штрафные круги | Штрафные площадки | Итоговое время  |
| Место | Цвет танка | Команда     | Экипаж                                                                       | Основной                      | Основной                      | Основной                      | Дополнительный                | Дополнительный                | Дополнительный                | № 25                          | № 9                           | Доп. снаряд | Штрафные круги | Штрафные площадки | Итоговое время  |
| ----- | ---------- | ----------- | ---------------------------------------------------------------------------- | ----------------------------- | ----------------------------- | ----------------------------- | ----------------------------- | ----------------------------- | ----------------------------- | ----------------------------- | ----------------------------- | ----------- | -------------- | ----------------- | --------------- |
| 1     |            | Россия      | экипаж № 2 (Даниил Храмов, Сергей Гейдеик, Владимир Огадзе)                  | Мишень № 12 (промах)          | Мишень № 12 (попадание)       | Мишень № 12 (попадание)       | Мишень № 12 (попадание)       |                               |                               | Мишень № 25 (попадание)       | Мишень № 9 (попадание)        | 1           | 0              | 0                 | 19 мин. 18 сек. |
| 2     |            | Россия      | экипаж № 1 (Александр Намсараев, Дашинима Галданов, Виктор Хишектуев)        | Мишень № 12 (попадание)       | Мишень № 12 (попадание)       | Мишень № 12 (попадание)       |                               |                               |                               | Мишень № 25 (попадание)       | Мишень № 9 (попадание)        | 0           | 0              | 0                 | 19 мин. 34 сек. |
| 3     |            | Китай       | экипаж № 3 (Ню Чжэньго, Лян Боцзинь, Пань Юйхун)                             | Мишень № 12 (попадание)       | Мишень № 12 (попадание)       | Мишень № 12 (попадание)       |                               |                               |                               | Мишень № 25 (попадание)       | Мишень № 9 (попадание)        | 0           | 0              | 2                 | 19 мин. 39 сек. |
| 3     |            | Беларусь    | экипаж № 3 (Михаил Ланкевич, Денис Моисеенко, Андрей Зылевич)                | Мишень № 12 (попадание)       | Мишень № 12 (попадание)       | Мишень № 12 (попадание)       |                               |                               |                               | Мишень № 25 (попадание)       | Мишень № 9 (попадание)        | 0           | 0              | 1                 | 19 мин. 39 сек. |
| 4     |            | Россия      | экипаж № 3 (Сергей Александров, Максим Дмитров, Антон Крицкий)               | Мишень № 12 (попадание)       | Мишень № 12 (попадание)       | Мишень № 12 (промах)          |                               |                               | Мишень № 12 (попадание)       | Мишень № 25 (попадание)       | Мишень № 9 (попадание)        | 1           | 0              | 0                 | 19 мин. 40 сек. |
| 5     |            | Китай       | экипаж № 2 (Лу Линь, Ян Цинлун, Чжан Жуньлун)                                | Мишень № 12 (попадание)       | Мишень № 12 (попадание)       | Мишень № 12 (попадание)       |                               |                               |                               | Мишень № 25 (попадание)       | Мишень № 9 (попадание)        | 0           | 2              | 1                 | 20 мин. 13 сек. |
| 6     |            | Беларусь    | экипаж № 2 (Павел Дудык, Андрей Пакунис, Константин Гайворонюк)              | Мишень № 12 (попадание)       | Мишень № 12 (попадание)       | Мишень № 12 (попадание)       |                               |                               |                               | Мишень № 25 (попадание)       | Мишень № 9 (попадание)        | 0           | 0              | 0                 | 20 мин. 27 сек. |
| 7     |            | Казахстан   | экипаж № 3 (Ермахан Кудайберген, Рустам Молдашев, Беимбет Бодесов)           | Мишень № 12 (попадание)       | Мишень № 12 (попадание)       | Мишень № 12 (попадание)       |                               |                               |                               | Мишень № 25 (попадание)       | Мишень № 9 (попадание)        | 0           | 1              | 0                 | 21 мин. 16 сек. |
| 8     |            | Китай       | экипаж № 1 (Лао Чэнвей, Май Сяннин, Лю Фэй)                                  | Мишень № 12 (промах)          | Мишень № 12 (попадание)       | Мишень № 12 (промах)          | Мишень № 12 (попадание)       |                               | Мишень № 12 (попадание)       | Мишень № 25 (попадание)       | Мишень № 9 (промах)           | 2           | 1              | 0                 | 21 мин. 56 сек. |
| 9     |            | Казахстан   | экипаж № 1 (Абдолкаким Дюсенов, Сунгат Садуакасов, Думан Байджанов)          | Мишень № 12 (попадание)       | Мишень № 12 (попадание)       | Мишень № 12 (попадание)       |                               |                               |                               | Мишень № 25 (попадание)       | Мишень № 9 (попадание)        | 0           | 0              | 0                 | 22 мин. 10 сек. |
| 10    |            | Узбекистан  | экипаж № 2 (Шахзод Мамадиёров, Исломжон Собиров, Карим Урунов)               | Мишень № 12 (попадание)       | Мишень № 12 (попадание)       | Мишень № 12 (попадание)       |                               |                               |                               | Мишень № 25 (попадание)       | Мишень № 9 (промах)           | 0           | 1              | 0                 | 22 мин. 35 сек. |
| 11    |            | Азербайджан | экипаж № 2 (Мишфиг Гусейнов, Бахтийар Гумбатов, Самир Искандеров)            | Мишень № 12 (попадание)       | Мишень № 12 (попадание)       | Мишень № 12 (попадание)       |                               |                               |                               | Мишень № 25 (попадание)       | Мишень № 9 (попадание)        | 0           | 0              | 0                 | 22 мин. 51 сек. |
| 12    |            | Азербайджан | экипаж № 1 (Гюльмамед Гахраманов, Мустафа Махяддинов, Умар Омаров)           | Мишень № 12 (промах)          | Мишень № 12 (попадание)       | Мишень № 12 (попадание)       | Мишень № 12 (попадание)       |                               |                               | Мишень № 25 (попадание)       | Мишень № 9 (попадание)        | 1           | 0              | 0                 | 22 мин. 55 сек. |
| 13    |            | Беларусь    | экипаж № 1 (Александр Лопато, Евгений Грейть, Артём Лагунёнок)               | Мишень № 12 (попадание)       | Мишень № 12 (попадание)       | Мишень № 12 (попадание)       |                               |                               |                               | Мишень № 25 (попадание)       | Мишень № 9 (попадание)        | 0           | 0              | 0                 | 22 мин. 57 сек. |
| 14    |            | Узбекистан  | экипаж № 3 (Мухиддин Нуриддинов, Элбек Эргашев, Шахзод Дустмуродов)          | Мишень № 12 (попадание)       | Мишень № 12 (попадание)       | Мишень № 12 (попадание)       |                               |                               |                               | Мишень № 25 (попадание)       | Мишень № 9 (промах)           | 0           | 1              | 0                 | 23 мин. 09 сек. |
| 15    |            | Азербайджан | экипаж № 3 (Сафияр Асланов, Джейхун Шихзадаев, Вахдат Асадов)                | Мишень № 12 (промах)          | Мишень № 12 (попадание)       | Мишень № 12 (промах)          | Мишень № 12 (попадание)       |                               | Мишень № 12 (попадание)       | Мишень № 25 (попадание)       | Мишень № 9 (попадание)        | 2           | 0              | 0                 | 23 мин. 14 сек. |
| 16    |            | Узбекистан  | экипаж № 1 (Жонибек Юлдашев, Ушкын Шамуратов, Авазбек Мустофокул)            | Мишень № 12 (попадание)       | Мишень № 12 (попадание)       | Мишень № 12 (попадание)       |                               |                               |                               | Мишень № 25 (попадание)       | Мишень № 9 (промах)           | 0           | 0              | 0                 | 23 мин. 31 сек. |
| 17    |            | Сирия       | экипаж № 3 (Ахмад Ал Аллюш, Сальма Гифар, Мухаммед Ияд)                      | Мишень № 12 (попадание)       | Мишень № 12 (попадание)       | Мишень № 12 (попадание)       |                               |                               |                               | Мишень № 25 (попадание)       | Мишень № 9 (попадание)        | 0           | 0              | 1                 | 23 мин. 54 сек. |
| 18    |            | Монголия    | экипаж № 1 (Мунхбаатар Зундуйжамц, Зайабаяр Анхбадрах, Дорждерем Дэмидсурэн) | Мишень № 12 (попадание)       | Мишень № 12 (попадание)       | Мишень № 12 (попадание)       |                               |                               |                               | Мишень № 25 (попадание)       | Мишень № 9 (попадание)        | 0           | 0              | 0                 | 23 мин. 57 сек. |
| 19    |            | Венесуэла   | экипаж № 3 (Рансес Хаймес, Диего Наваро, Али Самбрано)                       | Мишень № 12 (попадание)       | Мишень № 12 (попадание)       | Мишень № 12 (попадание)       |                               |                               |                               | Мишень № 25 (попадание)       | Мишень № 9 (попадание)        | 0           | 0              | 0                 | 24 мин. 17 сек. |
| 20    |            | Сербия      | экипаж № 2 (Перица Маркович, Ненед Стоянович, Небойша Максимович)            | Мишень № 12 (попадание)       | Мишень № 12 (попадание)       | Мишень № 12 (попадание)       |                               |                               |                               | Мишень № 25 (попадание)       | Мишень № 9 (попадание)        | 0           | 1              | 0                 | 24 мин. 21 сек. |
| 21    |            | Вьетнам     | экипаж № 3 (Чан Вьет Хай, Фан Ань Туан, Нгуен Тиен Чиен)                     | Мишень № 12 (попадание)       | Мишень № 12 (попадание)       | Мишень № 12 (промах)          |                               |                               | Мишень № 12 (попадание)       | Мишень № 25 (попадание)       | Мишень № 9 (попадание)        | 1           | 0              | 0                 | 24 мин. 33 сек. |
| 22    |            | Вьетнам     | экипаж № 1 (Ву Ба Чонг, Ле Куанг Хиеп, До Куок Туан)                         | Мишень № 12 (попадание)       | Мишень № 12 (попадание)       | Мишень № 12 (попадание)       |                               |                               |                               | Мишень № 25 (попадание)       | Мишень № 9 (попадание)        | 0           | 0              | 0                 | 24 мин. 45 сек. |
| 23    |            | Монголия    | экипаж № 3 (Равдан Ариунболд, Содномдагва Блярсурэн, Баасанбат Цэрэнбат)     | Мишень № 12 (попадание)       | Мишень № 12 (попадание)       | Мишень № 12 (попадание)       |                               |                               |                               | Мишень № 25 (промах)          | Мишень № 9 (попадание)        | 0           | 1              | 0                 | 24 мин. 58 сек. |
| 24    |            | Сербия      | экипаж № 1 (Душан Синадинович, Миодраг Шеклер, Милош Янкович)                | Мишень № 12 (попадание)       | Мишень № 12 (попадание)       | Мишень № 12 (промах)          |                               |                               | Мишень № 12 (попадание)       | Мишень № 25 (попадание)       | Мишень № 9 (попадание)        | 1           | 1              | 0                 | 25 мин. 50 сек. |
| 25    |            | Казахстан   | экипаж № 2 (Сейитжан Кобланулы, Бауржан Бугибаев, Жаннур Жумабаев)           | Мишень № 12 (попадание)       | Мишень № 12 (промах)          | Мишень № 12 (промах)          |                               | Мишень № 12 (попадание)       |                               | Мишень № 25 (попадание)       | Мишень № 9 (попадание)        | 2           | 2              | 1                 | 25 мин. 52 сек. |
| 26    |            | Монголия    | экипаж № 2 (Эгийнбаатар Ням-Очир, Энхбаатар Тур-Амгалан, Цагаач Ёолк)        | Мишень № 12 (попадание)       | Мишень № 12 (попадание)       | Мишень № 12 (попадание)       |                               |                               |                               | Мишень № 25 (промах)          | Мишень № 9 (попадание)        | 0           | 1              | 0                 | 26 мин. 20 сек. |
| 27    |            | Сербия      | экипаж № 3 (Никола Йованович, Доротей Савич, Боян Маркович)                  | Мишень № 12 (промах)          | Мишень № 12 (попадание)       | Мишень № 12 (попадание)       | Мишень № 12 (попадание)       |                               |                               | Мишень № 25 (промах)          | Мишень № 9 (попадание)        | 1           | 1              | 0                 | 27 мин. 24 сек. |
| 28    |            | Сирия       | экипаж № 2 (Хамзи Гани Сальхаб, Мохамед Ясин Халиль, Раад Юсеф Башир)        | Мишень № 12 (попадание)       | Мишень № 12 (попадание)       | Мишень № 12 (промах)          |                               |                               | Мишень № 12 (промах)          | Мишень № 25 (промах)          | Мишень № 9 (попадание)        | 1           | 2              | 2                 | 29 мин. 24 сек. |
| 29    |            | Венесуэла   | экипаж № 2 (Виктор Санчес, Освальдо Море, Вильфредо Солорсано)               | Мишень № 12 (промах)          | Мишень № 12 (попадание)       | Мишень № 12 (попадание)       | Мишень № 12 (попадание)       |                               |                               | Мишень № 25 (попадание)       | Мишень № 9 (попадание)        | 1           | 0              | 1                 | 30 мин. 24 сек. |
| 30    |            | Вьетнам     | экипаж № 2 (Фунг Ань Кыонг, Фам Вань Ань, Чу Ван Тунг)                       | Мишень № 12 (промах)          | Мишень № 12 (промах)          | Мишень № 12 (промах)          | Мишень № 12 (промах)          | Мишень № 12 (попадание)       | Мишень № 12 (попадание)       | Мишень № 25 (попадание)       | Мишень № 9 (попадание)        | 3           | 1              | 1                 | 31 мин. 22 сек. |
| 31    |            | Венесуэла   | экипаж № 1 (Хосе Ногера, Луис Кардосо, Альфредо Санчес)                      | Мишень № 12 (попадание)       | Мишень № 12 (попадание)       | Мишень № 12 (промах)          |                               |                               | Мишень № 12 (промах)          | Мишень № 25 (попадание)       | Мишень № 9 (попадание)        | 1           | 1              | 0                 | 31 мин. 55 сек. |
| 32    |            | Сирия       | экипаж № 1 (Халиль Хамуд, Лорка Айзоки, Сакер Исмаиль)                       | Мишень № 12 (попадание)       | Мишень № 12 (попадание)       | Мишень № 12 (попадание)       |                               | Мишень № 12 (попадание)       |                               | Мишень № 25 (попадание)       | Мишень № 9 (попадание)        | 0           | 0              | 0                 | 39 мин. 35 сек. |

#### Командные итоги индивидуальных заездов Первого дивизиона[3]
| Место | Команда     | Экипаж 1        | Экипаж 2        | Экипаж 3        | Общее командное время | Статус                |
| ----- | ----------- | --------------- | --------------- | --------------- | --------------------- | --------------------- |
| 1     | Россия      | 19 мин. 34 сек. | 19 мин. 18 сек. | 19 мин. 40 сек. | 58 мин. 32 сек.       | В полуфинале          |
| 2     | Китай       | 21 мин. 56 сек. | 20 мин. 13 сек. | 19 мин. 39 сек. | 1 час 01 мин. 48 сек. | В полуфинале          |
| 3     | Беларусь    | 22 мин. 57 сек. | 20 мин. 27 сек. | 19 мин. 39 сек. | 1 час 03 мин. 08 сек. | В полуфинале          |
| 4     | Азербайджан | 22 мин. 55 сек. | 22 мин. 51 сек. | 23 мин. 14 сек. | 1 час 09 мин. 00 сек. | В полуфинале          |
| 5     | Узбекистан  | 23 мин. 31 сек. | 22 мин. 35 сек. | 23 мин. 09 сек. | 1 час 09 мин. 15 сек. | В полуфинале          |
| 6     | Казахстан   | 22 мин. 10 сек. | 25 мин. 52 сек. | 21 мин. 16 сек. | 1 час 09 мин. 18 сек. | В полуфинале          |
| 7     | Монголия    | 23 мин. 57 сек. | 26 мин. 20 сек. | 24 мин. 14 сек. | 1 час 14 мин. 31 сек. | В полуфинале          |
| 8     | Сербия      | 25 мин. 50 сек. | 24 мин. 33 сек. | 27 мин. 24 сек. | 1 час 17 мин. 47 сек. | В полуфинале          |
| 9     | Вьетнам     | 24 мин. 58 сек. | 31 мин. 42 сек. | 24 мин. 45 сек. | 1 час 21 мин. 25 сек. | Закончили выступления |
| 10    | Венесуэла   | 31 мин. 55 сек. | 30 мин. 25 сек. | 24 мин. 21 сек. | 1 час 26 мин. 41 сек. | Закончили выступления |
| 11    | Сирия       | 39 мин. 35 сек. | 29 мин. 24 сек. | 23 мин. 54 сек. | 1 час 32 мин. 53 сек. | Закончили выступления |

### Второй дивизион
| Дата       | Заезд     | Экипаж        |       |              |                    |             |
| ---------- | --------- | ------------- | ----- | ------------ | ------------------ | ----------- |
| 22 августа | Заезд № 1 | Первый экипаж | Лаос  | Кыргызстан   | Мали               | Мьянма      |
| 24 августа | Заезд № 2 | Первый экипаж | Катар | Южная Осетия | Республика Абхазия | Таджикистан |
| 25 августа | Заезд № 3 | Второй экипаж | Лаос  | Кыргызстан   |                    | Мьянма      |
| 26 августа | Заезд № 4 | Второй экипаж | Катар | Южная Осетия | Республика Абхазия | Таджикистан |
| 27 августа | Заезд № 5 | Третий экипаж | Лаос  | Кыргызстан   |                    | Мьянма      |
| 29 августа | Заезд № 6 | Третий экипаж | Катар | Южная Осетия | Республика Абхазия | Таджикистан |

#### Результаты заездов экипажей Второго дивизиона
| Место      | Цвет танка | Команда            | Экипаж                                                                           | Стрельба Попадание \| Промахи | Стрельба Попадание \| Промахи | Стрельба Попадание \| Промахи | Стрельба Попадание \| Промахи | Стрельба Попадание \| Промахи | Штрафные круги | Штрафные площадки | Итоговое время         |
| ---------- | ---------- | ------------------ | -------------------------------------------------------------------------------- | ----------------------------- | ----------------------------- | ----------------------------- | ----------------------------- | ----------------------------- | -------------- | ----------------- | ---------------------- |
| 1          |            | Кыргызстан         | экипаж № 2 (Тилек Абдыкайым, Абдимитал Торобек, Омурзак Жидебаев)                | Мишень № 12 (попадание)       | Мишень № 12 (попадание)       | Мишень № 12 (попадание)       | Мишень № 25 (попадание)       | Мишень № 9 (попадание)        | 0              | 1                 | 26 мин. 15 сек.        |
| 2          |            | Мьянма             | экипаж № 2 (Пьо Фьё Чьо, Чьо Зин Тет, Аунг Кхит Мин)                             | Мишень № 12 (попадание)       | Мишень № 12 (попадание)       | Мишень № 12 (попадание)       | Мишень № 25 (попадание)       | Мишень № 9 (попадание)        | 0              | 1                 | 26 мин. 47 сек.        |
| 2          |            | Таджикистан        | экипаж № 3 (Собирджон Кабутов, Пайрам Давлатов, Комрон Холматов)                 | Мишень № 12 (промах)          | Мишень № 12 (промах)          | Мишень № 12 (промах)          | Мишень № 25 (попадание)       | Мишень № 9 (попадание)        | 3              | 2                 | 26 мин. 47 сек.        |
| 3          |            | Таджикистан        | экипаж № 1 (Саидмумин Муминов, Фируз Муродов, Саиджон Мирзоев)                   | Мишень № 12 (попадание)       | Мишень № 12 (попадание)       | Мишень № 12 (попадание)       | Мишень № 25 (попадание)       | Мишень № 9 (промах)           | 1              | 0                 | 27 мин. 23 сек.        |
| 4          |            | Кыргызстан         | экипаж № 3 (Талантбек Илимбеков, Торобек Амангелди, Дилмурот Азизов)             | Мишень № 12 (промах)          | Мишень № 12 (попадание)       | Мишень № 12 (попадание)       | Мишень № 25 (попадание)       | Мишень № 9 (промах)           | 2              | 1                 | 27 мин. 27 сек.        |
| 5          |            | Мьянма             | экипаж № 1 (Тин Мо Лвин, Нейн Зо Хтве, Пьё Фьё Кхайн)                            | Мишень № 12 (попадание)       | Мишень № 12 (промах)          | Мишень № 12 (промах)          | Мишень № 25 (промах)          | Мишень № 9 (попадание)        | 3              | 0                 | 28 мин. 57 сек.        |
| 6          |            | Южная Осетия       | экипаж № 3 (Вадим Дудаев, Алексей Мамиев, Денис Кокоев)                          | Мишень № 12 (попадание)       | Мишень № 12 (попадание)       | Мишень № 12 (попадание)       | Мишень № 25 (промах)          | Мишень № 9 (промах)           | 2              | 1                 | 30 мин. 15 сек.        |
| 7          |            | Мьянма             | экипаж № 3 (Хтин Аунг Чьо, Мин Чьо Хтет Сан, Пье Чьо)                            | Мишень № 12 (промах)          | Мишень № 12 (промах)          | Мишень № 12 (промах)          | Мишень № 25 (попадание)       | Мишень № 9 (попадание)        | 3              | 1                 | 30 мин. 45 сек.        |
| 8          |            | Лаос               | экипаж № 3 (Норкхам Буттхатянтхо, Олей Алунси, Сайнакхонкхам Буттхатянтхо)       | Мишень № 12 (попадание)       | Мишень № 12 (попадание)       | Мишень № 12 (промах)          | Мишень № 25 (промах)          | Мишень № 9 (промах)           | 3              | 2                 | 32 мин. 00 сек.        |
| 9          |            | Южная Осетия       | экипаж № 2 (Сергей Гобозов, Дмитрий Букулов, Георгий Гагиев)                     | Мишень № 12 (попадание)       | Мишень № 12 (попадание)       | Мишень № 12 (промах)          | Мишень № 25 (попадание)       | Мишень № 9 (промах)           | 2              | 2                 | 32 мин. 04 сек.        |
| 10         |            | Кыргызстан         | экипаж № 1 (Ырысбек Шайып, Темирлан Алымбаев, Искак Тыналы)                      | Мишень № 12 (промах)          | Мишень № 12 (промах)          | Мишень № 12 (промах)          | Мишень № 25 (попадание)       | Мишень № 9 (промах)           | 3              | 0                 | 32 мин. 12 сек.        |
| 11         |            | Лаос               | экипаж № 1 (Мыенгтян Вадсана, Тхиппхавонг Мек, Суванналад Сайной)                | Мишень № 12 (промах)          | Мишень № 12 (промах)          | Мишень № 12 (попадание)       | Мишень № 25 (попадание)       | Мишень № 9 (промах)           | 2              | 0                 | 32 мин. 50 сек.        |
| 12         |            | Лаос               | экипаж № 2 (Пхонсават Удтхачек, Бунлом Буттхатянтхо, Суксан Пхуттхавонг)         | Мишень № 12 (попадание)       | Мишень № 12 (промах)          | Мишень № 12 (попадание)       | Мишень № 25 (попадание)       | Мишень № 9 (промах)           | 2              | 0                 | 33 мин. 00 сек.        |
| 13         |            | Таджикистан        | экипаж № 2 (Некруз Одинабеков, Муслим Айдарбеков, Комилджон Шакиров)             | Мишень № 12 (промах)          | Мишень № 12 (промах)          | Мишень № 12 (промах)          | Мишень № 25 (промах)          | Мишень № 9 (попадание)        | 4              | 1                 | 33 мин. 13 сек.        |
| 14         |            | Мали               | экипаж № 1 (Маки Дьярра, Юссуф Кейта, Умар Сотигги Дьялло)                       | Мишень № 12 (попадание)       | Мишень № 12 (попадание)       | Мишень № 12 (попадание)       | Мишень № 25 (промах)          | Мишень № 9 (попадание)        | 1              | 0                 | 40 мин. 50 сек.        |
| 15         |            | Южная Осетия       | экипаж № 1 (Таймараз Губаев, Андрей Сабанов, Солтан Кулухов)                     | Мишень № 12 (попадание)       | Мишень № 12 (попадание)       | Мишень № 12 (попадание)       | Мишень № 25 (попадание)       | Мишень № 9 (промах)           | 1              | 0                 | 44 мин. 23 сек.        |
| 16         |            | Республика Абхазия | экипаж № 2 (Давид Гвазава, Валерьян Агулян, Данил Адлейба)                       | Мишень № 12 (попадание)       | Мишень № 12 (промах)          | Мишень № 12 (промах)          | Мишень № 25 (попадание)       | Мишень № 9 (промах)           | 3              | 4                 | 46 мин. 53 сек.        |
| 17         |            | Катар              | экипаж № 1 (Дахим Хамед, Хисам Хамед, Али Мохаммед)                              | Мишень № 12 (промах)          | Мишень № 12 (промах)          | Мишень № 12 (промах)          | Мишень № 25 (промах)          | Мишень № 9 (промах)           | 5              | 0                 | 01 час 08 мин. 40 сек. |
| 18         |            | Республика Абхазия | экипаж № 1 (Армен Фермонян, Руслан Гогия, Алан Гвинджия)                         | Мишень № 12 (промах)          | Мишень № 12 (попадание)       | Мишень № 12 (промах)          | Мишень № 25 (попадание)       | Мишень № 9 (промах)           | 4              | 0                 | 01 час 28 мин. 40 сек. |
| 19         |            | Катар              | экипаж № 2 (Рашид Шафи Мохаммед, Салем Аль-Мари Мохаммед, Али Аль-Мари Мохаммед) | Мишень № 12 (промах)          | Мишень № 12 (попадание)       | Мишень № 12 (промах)          | Мишень № 25 (промах)          | Мишень № 9 (промах)           | 4              | 0                 | 01 час 30 мин. 09 сек. |
| 20         |            | Катар              | экипаж № 3 (Али Эраидж Мохаммед, Али Хусейн Тхакба, Саед Аль-Фасел Джабер)       | Мишень № 12 (промах)          | Мишень № 12 (попадание)       | Мишень № 12 (промах)          | Мишень № 25 (промах)          | Мишень № 9 (промах)           | 4              | 0                 | 01 час 30 мин. 09 сек. |
| Вне зачёта |            | Республика Абхазия | экипаж № 3 (Давид Гвазава, Зураб Кварчия, Яшар Ашуба)                            | Мишень № 12 (промах)          | Мишень № 12 (промах)          | Мишень № 12 (промах)          | Мишень № 25 (попадание)       | Мишень № 9 (попадание)        | 3              | 2                 | 41 мин. 53 сек.        |

#### Командные итоги индивидуальных заездов Второго дивизиона[4]
| Место | Команда            | Экипаж 1              | Экипаж 2              | Экипаж 3              | Общее командное время | Статус                |
| ----- | ------------------ | --------------------- | --------------------- | --------------------- | --------------------- | --------------------- |
| 1     | Кыргызстан         | 32 мин. 12 сек.       | 26 мин. 15 сек.       | 27 мин. 27 сек.       | 1 час 25 мин. 54 сек. | В полуфинале          |
| 2     | Мьянма             | 28 мин. 57 сек.       | 26 мин. 47 сек.       | 30 мин. 45 сек.       | 1 час 26 мин. 29 сек. | В полуфинале          |
| 3     | Таджикистан        | 27 мин. 23 сек.       | 33 мин. 13 сек.       | 26 мин. 47 сек.       | 1 час 27 мин. 23 сек. | В полуфинале          |
| 4     | Лаос               | 32 мин. 50 сек.       | 33 мин. 00 сек.       | 32 мин. 00 сек.       | 1 час 37 мин. 50 сек. | В полуфинале          |
| 5     | Южная Осетия       | 44 мин. 23 сек.       | 32 мин. 04 сек.       | 30 мин. 15 сек.       | 1 час 46 мин. 42 сек. | В полуфинале          |
| 6     | Республика Абхазия | 1 час 28 мин. 40 сек. | 46 мин. 53 сек.       | 41 мин. 51 сек.       | 2 час 57 мин. 21 сек. | Закончили выступления |
| 7     | Катар              | 1 час 08 мин. 40 сек. | 1 час 30 мин. 09 сек. | 1 час 30 мин. 09 сек. | 4 час 08 мин. 58 сек. | Закончили выступления |
| 8     | Мали               | 40 мин. 50 сек.       | -                     | -                     | 40 мин. 50 сек.       | Закончили выступления |

## Полуфинальные заезды эстафеты

### Первый дивизион
| Дата заезда | Заезд     |             |            |          |           |
| ----------- | --------- | ----------- | ---------- | -------- | --------- |
| 31 августа  | Заезд № 1 | Азербайджан | Китай      | Россия   | Казахстан |
| 1 сентября  | Заезд № 2 | Сербия      | Узбекистан | Беларусь | Монголия  |

#### Результаты полуфинальных заездов Первого дивизиона
| Место | Цвет                                                                     | Команда     | Команда                                                                      | Стрельба по мишеням                                                      | Стрельба по мишеням                                                      | Стрельба по мишеням                                                         | Стрельба по мишеням                                                         | Время                 | Статус                |
| Место | Цвет                                                                     | Команда     | Команда                                                                      | 1-й круг                                                                 | 2-й круг                                                                 | 3-й круг                                                                    | 4-й круг                                                                    | Время                 | Статус                |
| ----- | ------------------------------------------------------------------------ | ----------- | ---------------------------------------------------------------------------- | ------------------------------------------------------------------------ | ------------------------------------------------------------------------ | --------------------------------------------------------------------------- | --------------------------------------------------------------------------- | --------------------- | --------------------- |
| 1     |                                                                          | Россия      | экипаж № 1 (Александр Намсараев, Дашинима Галданов, Виктор Хишектуев)        | Мишень № 12 (попадание) · Мишень № 12 (попадание) · Мишень № 12 (промах) | Мишень № 25 (попадание) · Мишень № 11 (попадание)                        | Мишень № 9 (попадание) · Мишень № 9 (попадание) · Мишень № 9 (попадание)    | Скоростной                                                                  | 1 час 37 мин. 33 сек. | В финале              |
| 1     | экипаж № 2 (Даниил Храмов, Сергей Гейдеик, Владимир Огадзе)              | Россия      | Мишень № 12 (промах) · Мишень № 12 (попадание) · Мишень № 12 (попадание)     | Мишень № 25 (попадание) · Мишень № 11 (попадание)                        | Мишень № 9 (попадание) · Мишень № 9 (попадание) · Мишень № 9 (попадание) | Скоростной                                                                  |                                                                             | 1 час 37 мин. 33 сек. | В финале              |
| 1     | экипаж № 3 (Сергей Александров, Максим Дмитров, Антон Крицкий)           | Россия      | Мишень № 12 (попадание) · Мишень № 12 (попадание) · Мишень № 12 (попадание)  | Мишень № 25 (попадание) · Мишень № 11 (попадание)                        | Мишень № 9 (попадание) · Мишень № 9 (попадание) · Мишень № 9 (попадание) | Скоростной                                                                  |                                                                             | 1 час 37 мин. 33 сек. | В финале              |
| 2     |                                                                          | Китай       | экипаж № 1 (Лао Чэнвей, Май Сяннин, Лю Фэй)                                  | Мишень № 25 (попадание) · Мишень № 11 (попадание)                        | Мишень № 9 (попадание) · Мишень № 9 (попадание) · Мишень № 9 (попадание) | Скоростной                                                                  | Мишень № 12 (попадание) · Мишень № 12 (попадание) · Мишень № 12 (попадание) | 1 час 39 мин. 33 сек. | В финале              |
| 2     | экипаж № 2 (Лу Линь, Ян Цинлун, Чжан Жуньлун)                            | Китай       | Мишень № 25 (попадание) · Мишень № 11 (попадание)                            | Мишень № 9 (попадание) · Мишень № 9 (попадание) · Мишень № 9 (попадание) | Скоростной                                                               | Мишень № 12 (попадание) · Мишень № 12 (попадание) · Мишень № 12 (промах)    |                                                                             | 1 час 39 мин. 33 сек. | В финале              |
| 2     | экипаж № 3 (Ню Чжэньго, Лян Боцзинь, Пань Юйхун)                         | Китай       | Мишень № 25 (попадание) · Мишень № 11 (попадание)                            | Мишень № 9 (попадание) · Мишень № 9 (попадание) · Мишень № 9 (попадание) | Скоростной                                                               | Мишень № 12 (попадание) · Мишень № 12 (попадание) · Мишень № 12 (попадание) |                                                                             | 1 час 39 мин. 33 сек. | В финале              |
| 3     |                                                                          | Казахстан   | экипаж № 1 (Абдолкаким Дюсенов, Сунгат Садуакасов, Думан Байджанов)          | Мишень № 9 (попадание) · Мишень № 9 (попадание) · Мишень № 9 (попадание) | Скоростной                                                               | Мишень № 12 (промах) · Мишень № 12 (промах) · Мишень № 12 (промах)          | Мишень № 25 (попадание) · Мишень № 11 (попадание)                           | 1 час 45 мин. 06 сек. | В финале              |
| 3     | экипаж № 2 (Сейитжан Кобланулы, Бауржан Бугибаев, Жаннур Жумабаев)       | Казахстан   | Мишень № 9 (попадание) · Мишень № 9 (попадание) · Мишень № 9 (попадание)     | Скоростной                                                               | Мишень № 12 (промах) · Мишень № 12 (попадание) · Мишень № 12 (попадание) | Мишень № 25 (попадание) · Мишень № 11 (попадание)                           |                                                                             | 1 час 45 мин. 06 сек. | В финале              |
| 3     | экипаж № 3 (Ермахан Кудайберген, Рустам Молдашев, Беимбет Бодесов)       | Казахстан   | Мишень № 9 (попадание) · Мишень № 9 (попадание) · Мишень № 9 (попадание)     | Скоростной                                                               | Мишень № 12 (промах) · Мишень № 12 (попадание) · Мишень № 12 (попадание) | Мишень № 25 (попадание) · Мишень № 11 (попадание)                           |                                                                             | 1 час 45 мин. 06 сек. | В финале              |
| 4     |                                                                          | Азербайджан | экипаж № 1 (Гюльмамед Гахраманов, Мустафа Махяддинов, Умар Омаров)           | Скоростной                                                               | Мишень № 12 (попадание) · Мишень № 12 (попадание) · Мишень № 12 (промах) | Мишень № 25 (попадание) · Мишень № 11 (попадание)                           | Мишень № 9 (попадание) · Мишень № 9 (попадание) · Мишень № 9 (попадание)    | 1 час 45 мин. 25 сек. | В финале              |
| 4     | экипаж № 2 (Мишфиг Гусейнов, Бахтийар Гумбатов, Самир Искандеров)        | Азербайджан | Скоростной                                                                   | Мишень № 12 (промах) · Мишень № 12 (попадание) · Мишень № 12 (попадание) | Мишень № 25 (попадание) · Мишень № 11 (попадание)                        | Мишень № 9 (попадание) · Мишень № 9 (попадание) · Мишень № 9 (попадание)    |                                                                             | 1 час 45 мин. 25 сек. | В финале              |
| 4     | экипаж № 3 (Сафияр Асланов, Джейхун Шихзадаев, Вахдат Асадов)            | Азербайджан | Скоростной                                                                   | Мишень № 12 (попадание) · Мишень № 12 (промах) · Мишень № 12 (попадание) | Мишень № 25 (промах) · Мишень № 11 (промах)                              | Мишень № 9 (попадание) · Мишень № 9 (попадание) · Мишень № 9 (попадание)    |                                                                             | 1 час 45 мин. 25 сек. | В финале              |
| 5     |                                                                          | Узбекистан  | экипаж № 1 (Жонибек Юлдашев, Ушкын Шамуратов, Авазбек Мустофокул)            | Мишень № 9 (попадание) · Мишень № 9 (промах) · Мишень № 9 (промах)       | Скоростной                                                               | Мишень № 12 (промах) · Мишень № 12 (попадание) · Мишень № 12 (попадание)    | Мишень № 25 (попадание) · Мишень № 11 (попадание)                           | 1 час 57 мин. 01 сек. | Закончили выступление |
| 5     | экипаж № 2 (Шахзод Мамадиёров, Исломжон Собиров, Карим Урунов)           | Узбекистан  | Мишень № 9 (попадание) · Мишень № 9 (попадание) · Мишень № 9 (промах)        | Скоростной                                                               | Мишень № 12 (промах) · Мишень № 12 (попадание) · Мишень № 12 (попадание) | Мишень № 25 (попадание) · Мишень № 11 (попадание)                           |                                                                             | 1 час 57 мин. 01 сек. | Закончили выступление |
| 5     | экипаж № 3 (Мухиддин Нуриддинов, Элбек Эргашев, Шахзод Дустмуродов)      | Узбекистан  | Мишень № 9 (промах) · Мишень № 9 (промах) · Мишень № 9 (промах)              | Скоростной                                                               | Мишень № 12 (попадание) · Мишень № 12 (промах) · Мишень № 12 (промах)    | Мишень № 25 (промах) · Мишень № 11 (промах)                                 |                                                                             | 1 час 57 мин. 01 сек. | Закончили выступление |
| 6     |                                                                          | Беларусь    | экипаж № 1 (Александр Лопато, Евгений Грейть, Артём Лагунёнок)               | Мишень № 12 (попадание) · Мишень № 12 (попадание) · Мишень № 12 (промах) | Мишень № 25 (попадание) · Мишень № 11 (попадание)                        | Мишень № 9 (попадание) · Мишень № 9 (попадание) · Мишень № 9 (промах)       | Скоростной                                                                  | 1 час 58 мин. 20 сек. | Закончили выступление |
| 6     | экипаж № 2 (Павел Дудык, Андрей Пакунис, Константин Гайворонюк)          | Беларусь    | Мишень № 12 (попадание) · Мишень № 12 (попадание) · Мишень № 12 (промах)     | Мишень № 25 (попадание) · Мишень № 11 (промах)                           | Мишень № 9 (попадание) · Мишень № 9 (попадание) · Мишень № 9 (попадание) | Скоростной                                                                  |                                                                             | 1 час 58 мин. 20 сек. | Закончили выступление |
| 6     | экипаж № 3 (Михаил Ланкевич, Денис Моисеенко, Андрей Зылевич)            | Беларусь    | Мишень № 12 (промах) · Мишень № 12 (промах) · Мишень № 12 (попадание)        | Мишень № 25 (попадание) · Мишень № 11 (промах)                           | Мишень № 9 (попадание) · Мишень № 9 (попадание) · Мишень № 9 (промах)    | Скоростной                                                                  |                                                                             | 1 час 58 мин. 20 сек. | Закончили выступление |
| 7     |                                                                          | Монголия    | экипаж № 1 (Мунхбаатар Зундуйжамц, Зайабаяр Анхбадрах, Дорждерем Дэмидсурэн) | Мишень № 25 (попадание) · Мишень № 11 (промах)                           | Мишень № 9 (попадание) · Мишень № 9 (попадание) · Мишень № 9 (промах)    | Скоростной                                                                  | Мишень № 12 (промах) · Мишень № 12 (промах) · Мишень № 12 (промах)          | 2 час 01 мин. 09 сек. | Закончили выступление |
| 7     | экипаж № 2 (Эгийнбаатар Ням-Очир, Энхбаатар Тур-Амгалан, Цагаач Ёолк)    | Монголия    | Мишень № 25 (попадание) · Мишень № 11 (попадание)                            | Мишень № 9 (попадание) · Мишень № 9 (попадание) · Мишень № 9 (попадание) | Скоростной                                                               | Мишень № 12 (промах) · Мишень № 12 (попадание) · Мишень № 12 (попадание)    |                                                                             | 2 час 01 мин. 09 сек. | Закончили выступление |
| 7     | экипаж № 3 (Равдан Ариунболд, Содномдагва Блярсурэн, Баасанбат Цэрэнбат) | Монголия    | Мишень № 25 (попадание) · Мишень № 11 (попадание)                            | Мишень № 9 (попадание) · Мишень № 9 (промах) · Мишень № 9 (промах)       | Скоростной                                                               | Мишень № 12 (попадание) · Мишень № 12 (попадание) · Мишень № 12 (промах)    |                                                                             | 2 час 01 мин. 09 сек. | Закончили выступление |
| 8     |                                                                          | Сербия      | экипаж № 1 (Душан Синадинович, Миодраг Шеклер, Милош Янкович)                | Скоростной                                                               | Мишень № 12 (попадание) · Мишень № 12 (попадание) · Мишень № 12 (промах) | Мишень № 25 (попадание) · Мишень № 11 (промах)                              | Мишень № 9 (попадание) · Мишень № 9 (попадание) · Мишень № 9 (промах)       | 2 час 08 мин. 40 сек. | Закончили выступление |
| 8     | экипаж № 2 (Перица Маркович, Ненед Стоянович, Небойша Максимович)        | Сербия      | Скоростной                                                                   | Мишень № 12 (промах) · Мишень № 12 (промах) · Мишень № 12 (промах)       | Мишень № 25 (промах) · Мишень № 11 (промах)                              | Мишень № 9 (попадание) · Мишень № 9 (попадание) · Мишень № 9 (попадание)    |                                                                             | 2 час 08 мин. 40 сек. | Закончили выступление |
| 8     | экипаж № 3 (Никола Йованович, Доротей Савич, Боян Маркович)              | Сербия      | Скоростной                                                                   | Мишень № 12 (промах) · Мишень № 12 (промах) · Мишень № 12 (попадание)    | Мишень № 25 (попадание) · Мишень № 11 (попадание)                        | Мишень № 9 (промах) · Мишень № 9 (промах) · Мишень № 9 (промах)             |                                                                             | 2 час 08 мин. 40 сек. | Закончили выступление |

### Второй дивизион
| Дата заезда | Заезд     |  |             |      |              |
| ----------- | --------- |  | ----------- | ---- | ------------ |
| 31 августа  | Заезд № 1 |  | Таджикистан |      | Кыргызстан   |
| 1 сентября  | Заезд № 2 |  | Мьянма      | Лаос | Южная Осетия |

#### Результаты полуфинальных заездов Второго дивизиона
| Место | Цвет                                                                       | Команда      | Команда                                                               | Стрельба по мишеням                                                   | Стрельба по мишеням                                                      | Стрельба по мишеням                                                | Стрельба по мишеням                                                | Штрафные круги | Штрафные круги | Штрафные площадки | Штрафные площадки | Время                 | Статус                |
| Место | Цвет                                                                       | Команда      | Команда                                                               | 1-й круг                                                              | 2-й круг                                                                 | 3-й круг                                                           | 4-й круг                                                           | Штрафные круги | Штрафные круги | Штрафные площадки | Штрафные площадки | Время                 | Статус                |
| ----- | -------------------------------------------------------------------------- | ------------ | --------------------------------------------------------------------- | --------------------------------------------------------------------- | ------------------------------------------------------------------------ | ------------------------------------------------------------------ | ------------------------------------------------------------------ | -------------- | -------------- | ----------------- | ----------------- | --------------------- | --------------------- |
| 1     |                                                                            | Кыргызстан   | экипаж № 1 (Ырысбек Шайып, Темирлан Алымбаев, Искак Тыналы)           | Мишень № 25 (попадание) · Мишень № 11 (промах)                        | Мишень № 9 (попадание) · Мишень № 9 (промах) · Мишень № 9 (промах)       | Скоростной                                                         | Мишень № 12 (промах) · Мишень № 12 (промах) · Мишень № 12 (промах) | 7              | 21             | 4                 | 6                 | 2 час 23 мин. 09 сек. | В финале              |
| 1     | экипаж № 2 (Тилек Абдыкайым, Абдимитал Торобек, Омурзак Жидебаев)          | Кыргызстан   | Мишень № 25 (промах) · Мишень № 11 (промах)                           | Мишень № 9 (промах) · Мишень № 9 (промах) · Мишень № 9 (промах)       | Скоростной                                                               | Мишень № 12 (промах) · Мишень № 12 (промах) · Мишень № 12 (промах) | 3                                                                  | 1              | 21             |                   | 6                 | 2 час 23 мин. 09 сек. | В финале              |
| 1     | экипаж № 3 (Талантбек Илимбеков, Торобек Амангелди, Дилмурот Азизов)       | Кыргызстан   | Мишень № 25 (попадание) · Мишень № 11 (промах)                        | Мишень № 9 (попадание) · Мишень № 9 (попадание) · Мишень № 9 (промах) | Скоростной                                                               | Мишень № 12 (промах) · Мишень № 12 (промах) · Мишень № 12 (промах) | 11                                                                 | 1              | 21             |                   | 6                 | 2 час 23 мин. 09 сек. | В финале              |
| 2     |                                                                            | Мьянма       | экипаж № 1 (Тин Мо Лвин, Нейн Зо Хтве, Пьё Фьё Кхайн)                 | Мишень № 12 (попадание) · Мишень № 12 (промах) · Мишень № 12 (промах) | Мишень № 25 (попадание) · Мишень № 11 (промах)                           | Мишень № 9 (попадание) · Мишень № 9 (промах) · Мишень № 9 (промах) | Скоростной                                                         | 6              | 17             | 1                 | 1                 | 2 час 28 мин. 20 сек. | В финале              |
| 2     | экипаж № 2 (Пьо Фьё Чьо, Чьо Зин Тет, Аунг Кхит Мин)                       | Мьянма       | Мишень № 12 (промах) · Мишень № 12 (промах) · Мишень № 12 (попадание) | Мишень № 25 (попадание) · Мишень № 11 (промах)                        | Мишень № 9 (попадание) · Мишень № 9 (попадание) · Мишень № 9 (промах)    | Скоростной                                                         | 4                                                                  | 0              | 17             |                   | 1                 | 2 час 28 мин. 20 сек. | В финале              |
| 2     | экипаж № 3 (Хтин Аунг Чьо, Мин Чьо Хтет Сан, Пье Чьо)                      | Мьянма       | Мишень № 12 (промах) · Мишень № 12 (промах) · Мишень № 12 (промах)    | Мишень № 25 (промах) · Мишень № 11 (промах)                           | Мишень № 9 (попадание) · Мишень № 9 (попадание) · Мишень № 9 (промах)    | Скоростной                                                         | 7                                                                  | 0              | 17             |                   | 1                 | 2 час 28 мин. 20 сек. | В финале              |
| 3     |                                                                            | Южная Осетия | экипаж № 1 (Таймараз Губаев, Андрей Сабанов, Солтан Кулухов)          | Мишень № 9 (попадание) · Мишень № 9 (промах) · Мишень № 9 (промах)    | Скоростной                                                               | Мишень № 12 (промах) · Мишень № 12 (промах) · Мишень № 12 (промах) | Мишень № 25 (попадание) · Мишень № 11 (промах)                     | 6              | 22             | 4                 | 7                 | 2 час 33 мин. 06 сек. | В финале              |
| 3     | экипаж № 2 (Сергей Гобозов, Дмитрий Букулов, Георгий Гагиев)               | Южная Осетия | Мишень № 9 (промах) · Мишень № 9 (промах) · Мишень № 9 (промах)       | Скоростной                                                            | Мишень № 12 (промах) · Мишень № 12 (попадание) · Мишень № 12 (попадание) | Мишень № 25 (промах) · Мишень № 11 (промах)                        | 6                                                                  | 2              | 22             |                   | 7                 | 2 час 33 мин. 06 сек. | В финале              |
| 3     | экипаж № 3 (Вадим Дудаев, Алексей Мамиев, Денис Кокоев)                    | Южная Осетия | Мишень № 9 (промах) · Мишень № 9 (промах) · Мишень № 9 (промах)       | Скоростной                                                            | Мишень № 12 (промах) · Мишень № 12 (промах) · Мишень № 12 (промах)       | Мишень № 25 (попадание) · Мишень № 11 (промах)                     | 11                                                                 | 1              | 22             |                   | 7                 | 2 час 33 мин. 06 сек. | В финале              |
| 4     |                                                                            | Таджикистан  | экипаж № 1 (Саидмумин Муминов, Фируз Муродов, Саиджон Мирзоев)        | Скоростной                                                            | Мишень № 12 (промах) · Мишень № 12 (промах) · Мишень № 12 (промах)       | Мишень № 25 (промах) · Мишень № 11 (промах)                        | Мишень № 9 (промах) · Мишень № 9 (промах) · Мишень № 9 (промах)    | 9              | 25             | 3                 | 9                 | 2 час 35 мин. 57 сек. | В финале              |
| 4     | экипаж № 2 (Некруз Одинабеков, Муслим Айдарбеков, Комилджон Шакиров)       | Таджикистан  | Скоростной                                                            | Мишень № 12 (промах) · Мишень № 12 (промах) · Мишень № 12 (промах)    | Мишень № 25 (промах) · Мишень № 11 (промах)                              | Мишень № 9 (промах) · Мишень № 9 (промах) · Мишень № 9 (промах)    | 8                                                                  | 6              | 25             |                   | 9                 | 2 час 35 мин. 57 сек. | В финале              |
| 4     | экипаж № 3 (Собирджон Кабутов, Пайрам Давлатов, Комрон Холматов)           | Таджикистан  | Скоростной                                                            | Мишень № 12 (промах) · Мишень № 12 (промах) · Мишень № 12 (промах)    | Мишень № 25 (промах) · Мишень № 11 (промах)                              | Мишень № 9 (промах) · Мишень № 9 (промах) · Мишень № 9 (промах)    | 11                                                                 | 0              | 25             |                   | 9                 | 2 час 35 мин. 57 сек. | В финале              |
| 5     |                                                                            | Лаос         | экипаж № 1 (Мыенгтян Вадсана, Тхиппхавонг Мек, Суванналад Сайной)     | Скоростной                                                            | Мишень № 12 (промах) · Мишень № 12 (промах) · Мишень № 12 (промах)       | Мишень № 25 (промах) · Мишень № 11 (промах)                        | Мишень № 9 (промах) · Мишень № 9 (промах) · Мишень № 9 (промах)    | 11             | 26             | 2                 | 5                 | 2 час 36 мин. 38 сек. | Закончили выступление |
| 5     | экипаж № 2 (Пхонсават Удтхачек, Бунлом Буттхатянтхо, Суксан Пхуттхавонг)   | Лаос         | Скоростной                                                            | Мишень № 12 (попадание) · Мишень № 12 (промах) · Мишень № 12 (промах) | Мишень № 25 (промах) · Мишень № 11 (промах)                              | Мишень № 9 (промах) · Мишень № 9 (промах) · Мишень № 9 (промах)    | 8                                                                  | 1              | 26             |                   | 5                 | 2 час 36 мин. 38 сек. | Закончили выступление |
| 5     | экипаж № 3 (Норкхам Буттхатянтхо, Олей Алунси, Сайнакхонкхам Буттхатянтхо) | Лаос         | Скоростной                                                            | Мишень № 12 (промах) · Мишень № 12 (промах) · Мишень № 12 (промах)    | Мишень № 25 (попадание) · Мишень № 11 (промах)                           | Мишень № 9 (промах) · Мишень № 9 (промах) · Мишень № 9 (промах)    | 8                                                                  | 2              | 26             |                   | 5                 | 2 час 36 мин. 38 сек. | Закончили выступление |

## Финальные заезды эстафеты

#### Результаты финального заезда Первого дивизиона
| Место | Цвет                                                               | Команда     | Команда                                                                  | Стрельба по мишеням                                                         | Стрельба по мишеням                                                      | Стрельба по мишеням                                                         | Стрельба по мишеням                                                         | Время                 |
| Место | Цвет                                                               | Команда     | Команда                                                                  | 1-й круг                                                                    | 2-й круг                                                                 | 3-й круг                                                                    | 4-й круг                                                                    | Время                 |
| ----- | ------------------------------------------------------------------ | ----------- | ------------------------------------------------------------------------ | --------------------------------------------------------------------------- | ------------------------------------------------------------------------ | --------------------------------------------------------------------------- | --------------------------------------------------------------------------- | --------------------- |
| 1     |                                                                    | Россия      | экипаж № 1 (Александр Намсараев, Дашинима Галданов, Виктор Хишектуев)    | Мишень № 12 (попадание) · Мишень № 12 (попадание) · Мишень № 12 (попадание) | Мишень № 25 (попадание) · Мишень № 11 (попадание)                        | Мишень № 9 (попадание) · Мишень № 9 (попадание) · Мишень № 9 (попадание)    | Скоростной                                                                  | 1 час 36 мин. 49 сек. |
| 1     | экипаж № 2 (Даниил Храмов, Сергей Гейдеик, Владимир Огадзе)        | Россия      | Мишень № 12 (промах) · Мишень № 12 (попадание) · Мишень № 12 (попадание) | Мишень № 25 (попадание) · Мишень № 11 (попадание)                           | Мишень № 9 (попадание) · Мишень № 9 (попадание) · Мишень № 9 (попадание) | Скоростной                                                                  |                                                                             | 1 час 36 мин. 49 сек. |
| 1     | экипаж № 3 (Сергей Александров, Максим Дмитров, Антон Крицкий)     | Россия      | Мишень № 12 (промах) · Мишень № 12 (промах) · Мишень № 12 (попадание)    | Мишень № 25 (попадание) · Мишень № 11 (промах)                              | Мишень № 9 (попадание) · Мишень № 9 (попадание) · Мишень № 9 (попадание) | Скоростной                                                                  |                                                                             | 1 час 36 мин. 49 сек. |
| 2     |                                                                    | Китай       | экипаж № 1 (Лао Чэнвей, Май Сяннин, Лю Фэй)                              | Мишень № 25 (попадание) · Мишень № 11 (попадание)                           | Мишень № 9 (попадание) · Мишень № 9 (попадание) · Мишень № 9 (промах)    | Скоростной                                                                  | Мишень № 12 (попадание) · Мишень № 12 (попадание) · Мишень № 12 (попадание) | 1 час 44 мин. 55 сек. |
| 2     | экипаж № 2 (Лу Линь, Ян Цинлун, Чжан Жуньлун)                      | Китай       | Мишень № 25 (попадание) · Мишень № 11 (попадание)                        | Мишень № 9 (попадание) · Мишень № 9 (попадание) · Мишень № 9 (попадание)    | Скоростной                                                               | Мишень № 12 (попадание) · Мишень № 12 (промах) · Мишень № 12 (попадание)    |                                                                             | 1 час 44 мин. 55 сек. |
| 2     | экипаж № 3 (Ню Чжэньго, Лян Боцзинь, Пань Юйхун)                   | Китай       | Мишень № 25 (промах) · Мишень № 11 (попадание)                           | Мишень № 9 (попадание) · Мишень № 9 (попадание) · Мишень № 9 (попадание)    | Скоростной                                                               | Мишень № 12 (попадание) · Мишень № 12 (промах) · Мишень № 12 (попадание)    |                                                                             | 1 час 44 мин. 55 сек. |
| 3     |                                                                    | Казахстан   | экипаж № 1 (Абдолкаким Дюсенов, Сунгат Садуакасов, Думан Байджанов)      | Мишень № 9 (попадание) · Мишень № 9 (попадание) · Мишень № 9 (попадание)    | Скоростной                                                               | Мишень № 12 (попадание) · Мишень № 12 (попадание) · Мишень № 12 (попадание) | Мишень № 25 (попадание) · Мишень № 11 (попадание)                           | 2 час 03 мин. 03 сек. |
| 3     | экипаж № 2 (Сейитжан Кобланулы, Бауржан Бугибаев, Жаннур Жумабаев) | Казахстан   | Мишень № 9 (попадание) · Мишень № 9 (попадание) · Мишень № 9 (попадание) | Скоростной                                                                  | Мишень № 12 (промах) · Мишень № 12 (попадание) · Мишень № 12 (попадание) | Мишень № 25 (промах) · Мишень № 11 (промах)                                 |                                                                             | 2 час 03 мин. 03 сек. |
| 3     | экипаж № 3 (Ермахан Кудайберген, Рустам Молдашев, Беимбет Бодесов) | Казахстан   | Мишень № 9 (попадание) · Мишень № 9 (попадание) · Мишень № 9 (промах)    | Скоростной                                                                  | Мишень № 12 (промах) · Мишень № 12 (попадание) · Мишень № 12 (попадание) | Мишень № 25 (попадание) · Мишень № 11 (промах)                              |                                                                             | 2 час 03 мин. 03 сек. |
| 4     |                                                                    | Азербайджан | экипаж № 1 (Гюльмамед Гахраманов, Мустафа Махяддинов, Умар Омаров)       | Скоростной                                                                  | Мишень № 12 (промах) · Мишень № 12 (попадание) · Мишень № 12 (промах)    | Мишень № 25 (попадание) · Мишень № 11 (промах)                              | Мишень № 9 (попадание) · Мишень № 9 (промах) · Мишень № 9 (промах)          | 2 час 04 мин. 58 сек. |
| 4     | экипаж № 2 (Мишфиг Гусейнов, Бахтийар Гумбатов, Самир Искандеров)  | Азербайджан | Скоростной                                                               | Мишень № 12 (попадание) · Мишень № 12 (промах) · Мишень № 12 (попадание)    | Мишень № 25 (попадание) · Мишень № 11 (попадание)                        | Мишень № 9 (попадание) · Мишень № 9 (попадание) · Мишень № 9 (промах)       |                                                                             | 2 час 04 мин. 58 сек. |
| 4     | экипаж № 3 (Сафияр Асланов, Джейхун Шихзадаев, Вахдат Асадов)      | Азербайджан | Скоростной                                                               | Мишень № 12 (попадание) · Мишень № 12 (промах) · Мишень № 12 (попадание)    | Мишень № 25 (попадание) · Мишень № 11 (попадание)                        | Мишень № 9 (попадание) · Мишень № 9 (попадание) · Мишень № 9 (промах)       |                                                                             | 2 час 04 мин. 58 сек. |

#### Результаты финального заезда Второго дивизиона
| Место | Цвет                                                                 | Команда      | Команда                                                                  | Стрельба по мишеням                                                      | Стрельба по мишеням                                                   | Стрельба по мишеням                                                      | Стрельба по мишеням                                                   | Штрафные круги | Штрафные круги | Штрафные площадки | Штрафные площадки | Время                 |
| Место | Цвет                                                                 | Команда      | Команда                                                                  | 1-й круг                                                                 | 2-й круг                                                              | 3-й круг                                                                 | 4-й круг                                                              | Штрафные круги | Штрафные круги | Штрафные площадки | Штрафные площадки | Время                 |
| ----- | -------------------------------------------------------------------- | ------------ | ------------------------------------------------------------------------ | ------------------------------------------------------------------------ | --------------------------------------------------------------------- | ------------------------------------------------------------------------ | --------------------------------------------------------------------- | -------------- | -------------- | ----------------- | ----------------- | --------------------- |
| 1     |                                                                      | Кыргызстан   | экипаж № 1 (Ырысбек Шайып, Темирлан Алымбаев, Искак Тыналы)              | Мишень № 9 (попадание) · Мишень № 9 (попадание) · Мишень № 9 (попадание) | Скоростной                                                            | Мишень № 12 (промах) · Мишень № 12 (промах) · Мишень № 12 (промах)       | Мишень № 25 (попадание) · Мишень № 11 (промах)                        | 4              | 14             | 0                 | 2                 | 2 час 16 мин. 50 сек. |
| 1     | экипаж № 2 (Тилек Абдыкайым, Абдимитал Торобек, Омурзак Жидебаев)    | Кыргызстан   | Мишень № 9 (промах) · Мишень № 9 (промах) · Мишень № 9 (промах)          | Скоростной                                                               | Мишень № 12 (промах) · Мишень № 12 (промах) · Мишень № 12 (промах)    | Мишень № 25 (попадание) · Мишень № 11 (попадание)                        | 7                                                                     | 1              | 14             |                   | 2                 | 2 час 16 мин. 50 сек. |
| 1     | экипаж № 3 (Талантбек Илимбеков, Торобек Амангелди, Дилмурот Азизов) | Кыргызстан   | Мишень № 9 (попадание) · Мишень № 9 (попадание) · Мишень № 9 (попадание) | Скоростной                                                               | Мишень № 12 (промах) · Мишень № 12 (попадание) · Мишень № 12 (промах) | Мишень № 25 (попадание) · Мишень № 11 (промах)                           | 3                                                                     | 1              | 14             |                   | 2                 | 2 час 16 мин. 50 сек. |
| 2     |                                                                      | Таджикистан  | экипаж № 1 (Саидмумин Муминов, Фируз Муродов, Саиджон Мирзоев)           | Мишень № 12 (промах) · Мишень № 12 (промах) · Мишень № 12 (попадание)    | Мишень № 25 (попадание) · Мишень № 11 (промах)                        | Мишень № 9 (попадание) · Мишень № 9 (попадание) · Мишень № 9 (попадание) | Скоростной                                                            | 3              | 20             | 0                 | 5                 | 2 час 20 мин. 03 сек. |
| 2     | экипаж № 2 (Некруз Одинабеков, Муслим Айдарбеков, Комилджон Шакиров) | Таджикистан  | Мишень № 12 (промах) · Мишень № 12 (промах) · Мишень № 12 (промах)       | Мишень № 25 (промах) · Мишень № 11 (промах)                              | Мишень № 9 (промах) · Мишень № 9 (промах) · Мишень № 9 (промах)       | Скоростной                                                               | 8                                                                     | 5              | 20             |                   | 5                 | 2 час 20 мин. 03 сек. |
| 2     | экипаж № 3 (Собирджон Кабутов, Пайрам Давлатов, Комрон Холматов)     | Таджикистан  | Мишень № 12 (промах) · Мишень № 12 (промах) · Мишень № 12 (промах)       | Мишень № 25 (промах) · Мишень № 11 (промах)                              | Мишень № 9 (промах) · Мишень № 9 (промах) · Мишень № 9 (промах)       | Скоростной                                                               | 9                                                                     | 0              | 20             |                   | 5                 | 2 час 20 мин. 03 сек. |
| 3     |                                                                      | Мьянма       | экипаж № 1 (Тин Мо Лвин, Нейн Зо Хтве, Пьё Фьё Кхайн)                    | Мишень № 25 (промах) · Мишень № 11 (промах)                              | Мишень № 9 (попадание) · Мишень № 9 (попадание) · Мишень № 9 (промах) | Скоростной                                                               | Мишень № 12 (промах) · Мишень № 12 (промах) · Мишень № 12 (попадание) | 6              | 17             | 2                 | 7                 | 2 час 28 мин. 05 сек. |
| 3     | экипаж № 2 (Пьо Фьё Чьо, Чьо Зин Тет, Аунг Кхит Мин)                 | Мьянма       | Мишень № 25 (попадание) · Мишень № 11 (попадание)                        | Мишень № 9 (попадание) · Мишень № 9 (промах) · Мишень № 9 (промах)       | Скоростной                                                            | Мишень № 12 (промах) · Мишень № 12 (промах) · Мишень № 12 (промах)       | 5                                                                     | 3              | 17             |                   | 7                 | 2 час 28 мин. 05 сек. |
| 3     | экипаж № 3 (Хтин Аунг Чьо, Мин Чьо Хтет Сан, Пье Чьо)                | Мьянма       | Мишень № 25 (промах) · Мишень № 11 (промах)                              | Мишень № 9 (попадание) · Мишень № 9 (попадание) · Мишень № 9 (промах)    | Скоростной                                                            | Мишень № 12 (промах) · Мишень № 12 (промах) · Мишень № 12 (промах)       | 6                                                                     | 2              | 17             |                   | 7                 | 2 час 28 мин. 05 сек. |
| 4     |                                                                      | Южная Осетия | экипаж № 1 (Таймараз Губаев, Андрей Сабанов, Солтан Кулухов)             | Скоростной                                                               | Мишень № 12 (промах) · Мишень № 12 (промах) · Мишень № 12 (промах)    | Мишень № 25 (промах) · Мишень № 11 (промах)                              | Мишень № 9 (промах) · Мишень № 9 (промах) · Мишень № 9 (промах)       | 8              | 21             | 1                 | 2                 | 2 час 29 мин. 06 сек. |
| 4     | экипаж № 2 (Сергей Гобозов, Дмитрий Букулов, Георгий Гагиев)         | Южная Осетия | Скоростной                                                               | Мишень № 12 (промах) · Мишень № 12 (промах) · Мишень № 12 (промах)       | Мишень № 25 (попадание) · Мишень № 11 (промах)                        | Мишень № 9 (промах) · Мишень № 9 (промах) · Мишень № 9 (промах)          | 7                                                                     | 0              | 21             |                   | 2                 | 2 час 29 мин. 06 сек. |
| 4     | экипаж № 3 (Вадим Дудаев, Алексей Мамиев, Денис Кокоев)              | Южная Осетия | Скоростной                                                               | Мишень № 12 (попадание) · Мишень № 12 (попадание) · Мишень № 12 (промах) | Мишень № 25 (промах) · Мишень № 11 (промах)                           | Мишень № 9 (промах) · Мишень № 9 (промах) · Мишень № 9 (промах)          | 6                                                                     | 1              | 21             |                   | 2                 | 2 час 29 мин. 06 сек. |